# 12406 Zvíkov
12406 Zvíkov eller 1995 SZ1 är en asteroid i huvudbältet som upptäcktes den 25 september 1995 av de båda tjeckiska astronomerna Miloš Tichý och Zdeněk Moravec vid Kleť-observatoriet. Den är uppkallad efter slottet Hrad Zvíkov.